# Atelopus longibrachius
Espèce
Statut de conservation UICN

 EN A3ce; B1ab(iii) : En danger
Atelopus longibrachius est une espèce d'amphibiens de la famille des Bufonidae.

## Répartition
Cette espèce est endémique d'El Tambo dans le département de Cauca en Colombie. Elle se rencontre entre 800 et 1 200 m d'altitude sur le versant Ouest de la cordillère Occidentale.

## Publication originale
- Rivero, 1963 : Five new species of Atelopus from Colombia, with notes on other forms from Colombia and Ecuador. Caribbean Journal of Science, vol. 3, no 2/3, p. 104–124 (texte intégral).